# Arteria ulnar
La arteria ulnar o cubital (TA: arteria ulnaris) es una arteria que se origina como rama terminal interna de la arteria humeral.

## Trayecto
Acompañada por sus 2 venas satélites, va desde el centro del pliegue del codo por el borde interno del brazo hasta el lado interno de la región palmar donde se anastomosa con la arteria palmar superficial o una de sus ramas para formar el arco palmar superficial . Es satélite del nervio cubital.

## Ramas
Ramas colaterales:
- Tronco de arterias recurrentes cubitales (TA: arteria recurrens ulnaris),[1] que se dirigen a la epitróclea.
  - Rama superior o anterior de la recurrente cubital común (o arteria recurrente cubital anterior). Se anastomosa con la colateral interna inferior de la humeral. Suministra ramas para los músculos pronador redondo y braquial anterior.[1]
  - Rama inferior o posterior de la recurrente cubital común (o arteria recurrente cubital posterior). Se anastomosa con la colateral interna superior de la humeral. Forman el círculo arterial epitroclear. Da ramas para los músculos vecinos y otras articulares, periósticas y óseas.[1]
- Tronco de arterias interóseas.[1]
  - Rama interósea anterior (o arteria interósea anterior). Desciende por encima de la membrana interósea entre el músculo flexor largo del pulgar y el flexor común profundo. Irriga al músculo pronador cuadrado. Perfora la membrana interósea y se anastomosa con la arteria dorsal del carpo, rama de la arteria radial.
  - Rama interósea posterior (o arteria interósea posterior). Inmediatamente después de su origen atraviesa la membrana interósea, pasa a la región posterior del antebrazo entre los músculos músculo supinador corto y el separador largo del pulgar. Da la arteria recurrente radial posterior que se anastomosa con la rama terminal posterior de la arteria humeral profunda (círculo epicondíleo). Irriga los músculos del dorso del antebrazo.
- Ramos musculares para el antebrazo.
- Rama carpiana dorsal (o arteria cubitodorsal).[1] Termina en el dorso de la mano, anastomosándose con la arteria dorsal del carpo.
- Arteria transversal anterior del carpo.[1] Se anastomosa con la homóloga de la radial.
- Rama carpiana palmar (o arteria cubitopalmar).[1] Nace de la cubital a nivel del hueso pisiforme. Atraviesa la masa muscular hipotenar, a la que irriga, y, en la región interósea, se anastomosa (rama palmar profunda) con la arteria terminal de la arteria radial, que ha atravesado el primer espacio interóseo para formar el arco palmar profundo.

Una rama terminal, que contribuye a formar el arco palmar superficial junto con la arteria radiopalmar, rama de la arteria radial.

## Imágenes adicionales

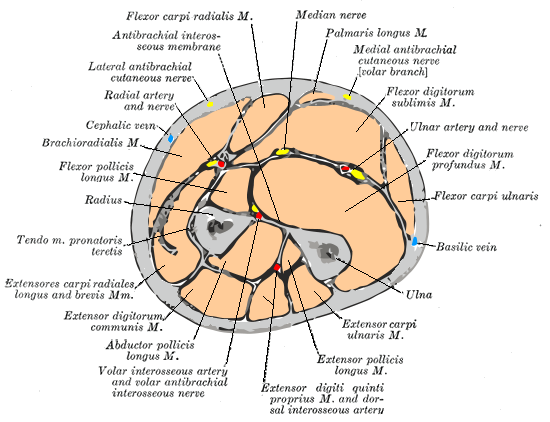
Sección transversal a la mitad del antebrazo.
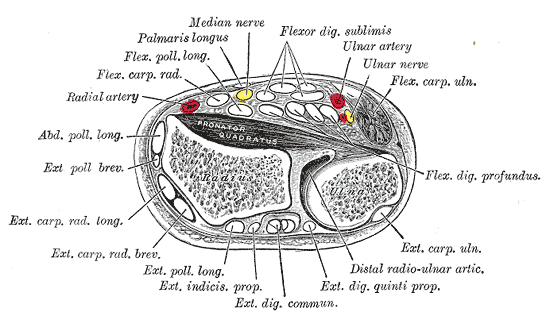
Sección transversal de los extremos distales de radio y ulna.
Sección transversal de muñeca y dedos.
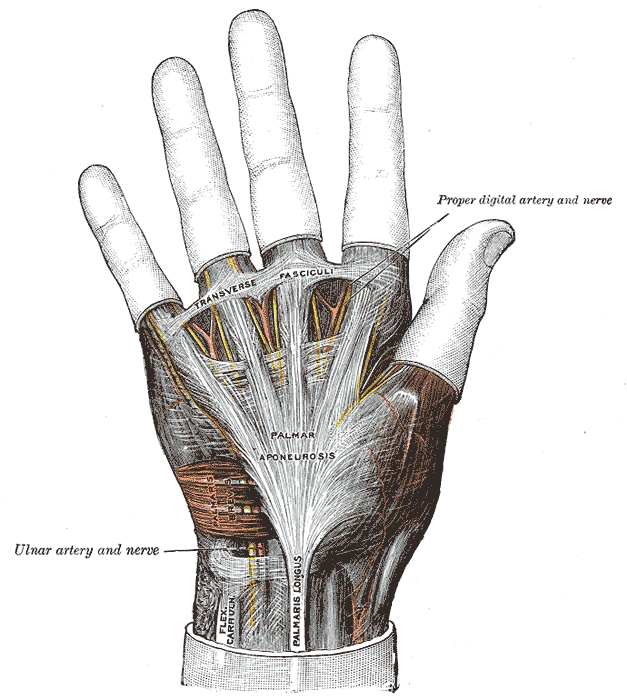
Aponeurosis palmar.
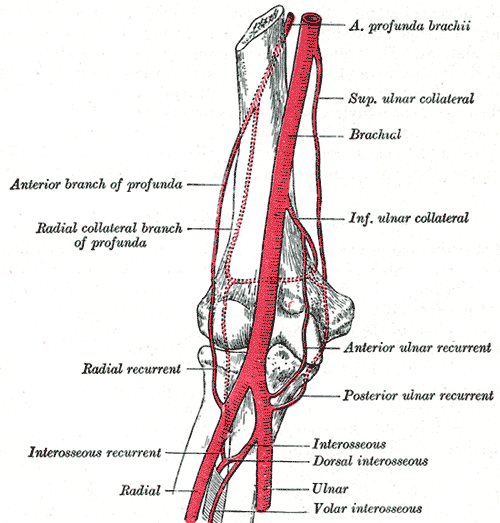
Diagrama de la anastomosis alrededor de la articulación del codo.
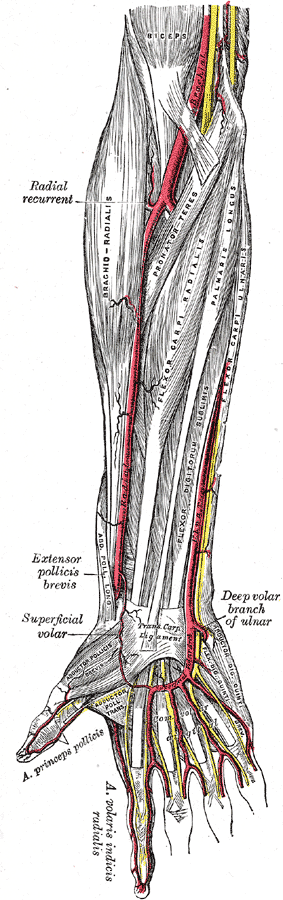
Arterias del antebrazo derecho. Vista anterior.
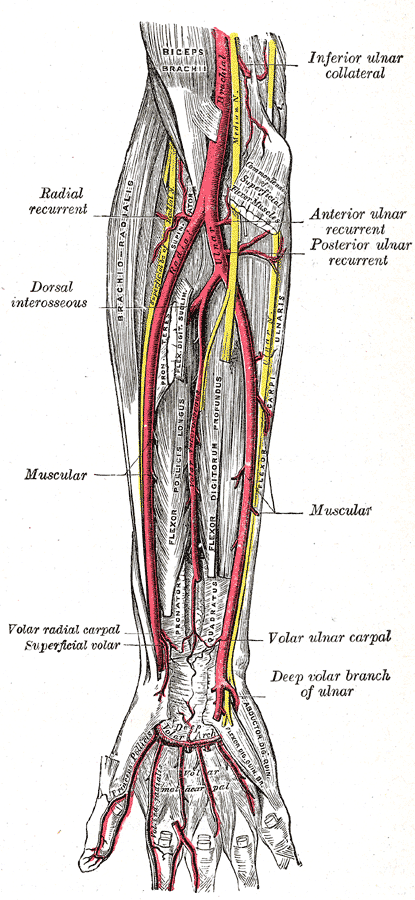
Arterias ulnar y radial. Plano profundo.